# 이길영 (정치인)
이길영(李吉永, 1941년 2월 22일 ~ 2025년 5월 15일)은 대한민국의 정치인이다. 제1·2대 아산시장을 역임했다.

## 학력
- 배방초등학교 (졸업)
- 온양중학교 (졸업)
- 온양고등학교 (졸업)
- 중앙대학교 약학대학 (학사 / 졸업)

## 역대 선거 결과
|  | 41.23% |

|  | 50.48% |